# Campeonato Europeo de Rugby League 2018
El Campeonato Europeo de Rugby League de 2018 fue la trigésimo tercera edición del principal torneo europeo de Rugby League.

## Equipos
- Escocia
- Francia
- Gales
- Irlanda

## Posiciones
| Equipo  | Encuentros | Encuentros | Encuentros | Encuentros | Tantos  | Tantos    | Tantos     | Puntos |
| Equipo  | jugados    | ganados    | empatados  | perdidos   | a favor | en contra | diferencia | Puntos |
| ------- | ---------- | ---------- | ---------- | ---------- | ------- | --------- | ---------- | ------ |
| Francia | 3          | 3          | 0          | 0          | 106     | 38        | +68        | 6      |
| Gales   | 3          | 2          | 0          | 1          | 108     | 76        | +32        | 4      |
| Irlanda | 3          | 1          | 0          | 2          | 54      | 74        | –20        | 2      |
| Escocia | 3          | 0          | 0          | 3          | 32      | 114       | –82        | 0      |

### Resultados
| 27 de octubre | Irlanda | 36 - 10 | Escocia |  |  |

| 27 de octubre | Francia | 54 - 18 | Gales |  |  |

| 2 de noviembre | Escocia | 12 - 50 | Gales |  |  |

| 3 de noviembre | Irlanda | 10 - 24 | Francia |  |  |

| 10 de noviembre | Francia | 28 - 10 | Escocia |  |  |

| 11 de noviembre | Gales | 40 - 8 | Irlanda |  |  |

| Bandera de Francia |
| Campeón Francia    |
| Octavo título      |